# Mujeres de lujo
Mujeres de lujo est une telenovela chilienne diffusée en 2010 sur Chilevisión.

## Acteurs et personnages

### Acteurs principaux
- Fernanda Urrejola : Magdalena Reyes / Esmeralda Martín
- Álvaro Morales : Clemente Figueroa
- Ignacia Allamand : Lietta Meyer
- Pablo Macaya : Lázaro "El Chaka" Moyano
- Héctor Noguera : Ronny Palma
- Catalina Guerra : Angelica Vargas / Perla
- Bárbara Ruiz-Tagle : Virginia Letelier / Turquesa
- Paulo Brunetti : Julio Vázquez / Valentino Ricci
- Marcela del Valle : Blanca Meyer / Amatista
- Eduardo Paxeco : Sergio Piña / Tomy
- Malucha Pinto : Teresa Moyano
- Catalina Olcay : Liliana Escalante / Zafiro
- Javiera Díaz de Valdés : Isidora Baeza / Rubí
- Andrés Velasco : Aníbal Barahona
- César Sepúlveda : Emmanuel Letelier / Diamante
- Guido Vecchiola : Maximiliano "Max" Larrazával
- César Arredondo : Ramiro Faúndez "Tío Ramiro"
- Luz María Yacometti : Remedios Araya
- Nicolás Vigneaux : Moisés Moyano / Diego Figueroa
- Francisca Opazo : Carmen Olarra / Aguamarina
- Osvaldo Silva : Renato Montes
- Soledad Pérez : Cecilia Escalante
- Natalia Grez : María Paz Montero
- Nicolás Poblete : Gonzalo Vergara
- Víctor Montero : M. Manzano
- Andrés Pozo : Porcel
- Andrés Arriola : Led Zeppelin
- Elena Muñoz : Margarita "Rita" de Montes

### Párticipations spéciales
- Javiera Acevedo : Francisca Carrera / Ambar
- Schlomit Baytelman : Casta Diva / Madame Butterfly
- Ana María Gazmuri : Rosemary Lühr
- Gonzalo Robles : Víctor Tapia
- Gabriela Medina :Raca Ubilla
- Jose Palma : Aguila Dominguez
- Taira Court : Mariana Montero / Ópalo
- Simoney Romero : Sonia Novoa / Jade
- Marina Salcedo : Antonia Lopez / Topacio
- Mario Bustos : Cuco Narváez
- Luis Eduardo Campos : Miguel Ángel Tapia
- Felipe Contreras : Francisco Huidobro
- Eliana Palermo : Antonella Petric
- Marcial Edwards : Père de Lietta y Blanca
- Pedro Vicuña : Dr. Miguel Barrera
- Luis Wigdorsky : Juge Maqui
- Raúl González : Guanaco
- Matias Stevens : Prétendant de Valentino

## Diffusion internationale
| Pays       | Chaîne            | Titre           | Série prémière |
| ---------- | ----------------- | --------------- | -------------- |
| Chili      | Chilevisión       | Mujeres de lujo | 4 janvier 2010 |
| États-Unis | LATV              | Mujeres de lujo |                |
| États-Unis | Mega TV           | Mujeres de lujo |                |
| États-Unis | LTN               | Mujeres de lujo |                |
| Équateur   | Télérama          | Mujeres de lujo |                |
| Mexique    | MVS               | Mujeres de lujo |                |
| Uruguay    | Saeta TV Canal 10 | Mujeres de lujo |                |
| Porto Rico | Mega TV           | Mujeres de lujo |                |
| Honduras   | Canal 11 Digital  | Mujeres de lujo |                |
| Espagne    | Latinavisión      | Mujeres de lujo |                |

### Sources
- (es) Cet article est partiellement ou en totalité issu de l’article de Wikipédia en espagnol intitulé « Mujeres de lujo » (voir la liste des auteurs).